# Campeonato Mundial de Gimnasia Rítmica de 2005
El XXVII Campeonato Mundial de Gimnasia Rítmica se celebró en Bakú (Azerbaiyán) entre el 3 y el 9 de octubre de 2005 bajo la organización de la Federación Internacional de Gimnasia (FIG) y la Federación Azerbaiyana de Gimnasia.

## Resultados
| Evento                              | Oro                              | Plata                                 | Bronce                             |
| ----------------------------------- | -------------------------------- | ------------------------------------- | ---------------------------------- |
| Concurso completo ind.              | Olga Kapranova Rusia 66.350 pts. | Ana Bessonova · Ucrania · 65,700 pts. | Irina Chachina Rusia 65,425 pts.   |
| Cuerda                              | Olga Kapranova Rusia 16,925      | Ana Bessonova · Ucrania · 16,360      | Irina Chachina Rusia 16,300        |
| Pelota                              | Olga Kapranova Rusia 17,375      | Ana Bessonova · Ucrania · 16,900      | Ina Zhukova · Bielorrusia · 16,675 |
| Mazas                               | Olga Kapranova Rusia 16,775      | Ana Bessonova · Ucrania · 16,500      | Irina Chachina Rusia 16,400        |
| Cinta                               | Vera Sesina Rusia 17,050         | Ana Bessonova · Ucrania · 16,525      | Natalia Godunko · Ucrania · 16,325 |
| Grupos concurso completo            | Rusia 29,275                     | Italia · 28,725                       | Bielorrusia · 28,275               |
| Grupos (5 con cinta)                | Bulgaria 14,475                  | Italia · 14,150                       | Rusia 13,900                       |
| Grupos (3 con pelota + 2 con mazas) | Italia · 15,675                  | Rusia 15,150                          | Bielorrusia · 14,825               |
| Concurso completo por equipos       | Rusia 166,025                    | Ucrania · 157,175                     | Bielorrusia · 148,925              |

## Medallero
| Núm. | País        | Oro | Plata | Bronce | Total |
| ---- | ----------- | --- | ----- | ------ | ----- |
| 1    | Rusia       | 7   | 1     | 4      | 12    |
| 2    | Italia      | 1   | 2     | 0      | 3     |
| 3    | Bulgaria    | 1   | 0     | 0      | 1     |
| 4    | Ucrania     | 0   | 6     | 1      | 7     |
| 5    | Bielorrusia | 0   | 0     | 4      | 4     |
|      | TOTAL       | 9   | 9     | 9      | 27    |

- Datos: Q2558950